# 극초음속

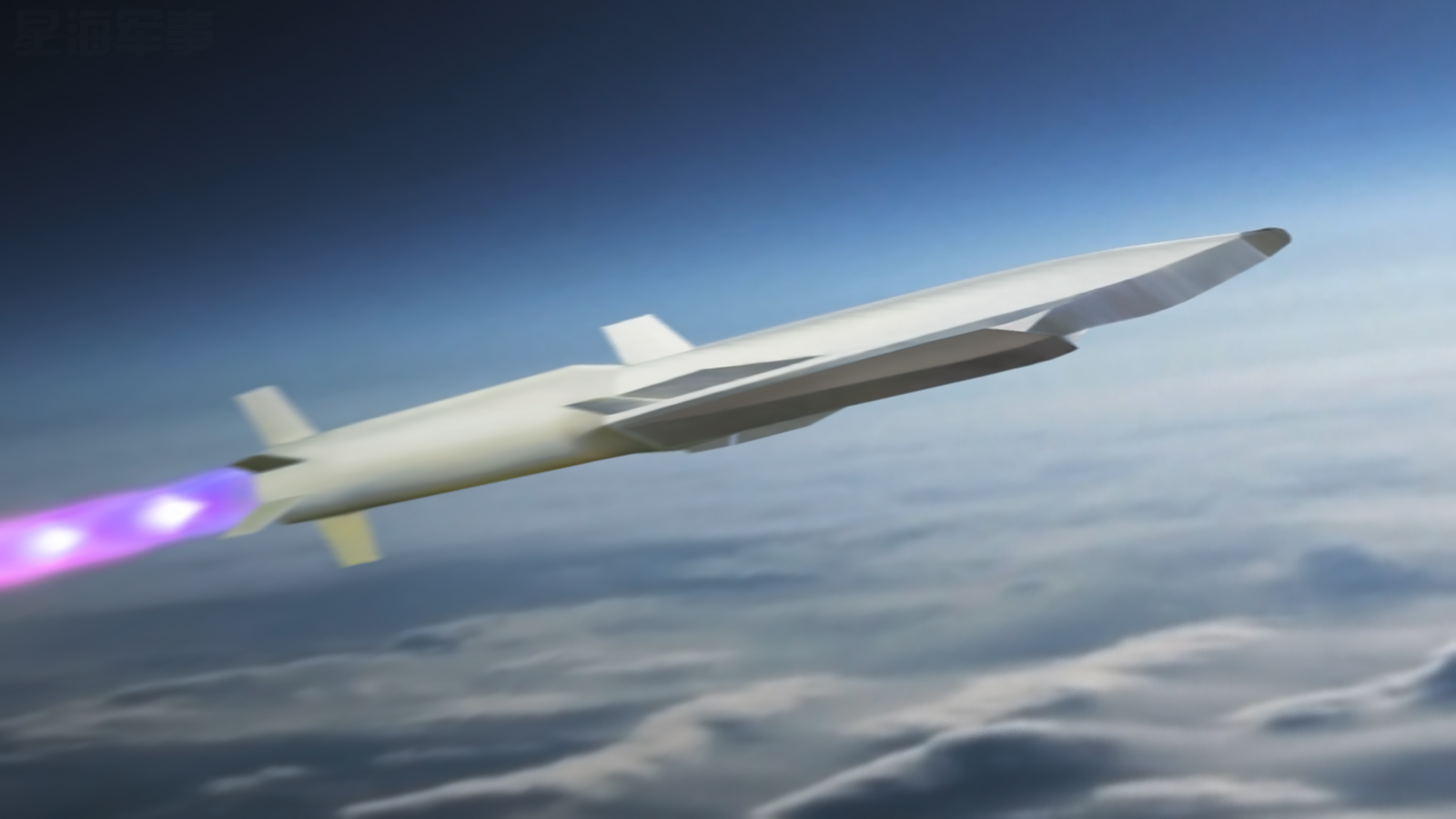
마하 5로 날아가는 중국의 미사일

극초음속(極超音速, 영어: hypersonic speed)은 음속보다 5배 이상 빠른 속도인 마하 5 이상의 속도를 말한다. 기본적인 정의는 마하 5 이상의 속도이지만, 약간 벗어나도 극초음속이라고 부른다. 이유는 공기와의 마찰, 이온, 초고온 등으로 인해 완전 정확한 마하 5라는 속도를 측정하기 어렵기 때문이다. 1990년대부터 이 기술이 사용되었으며, 전투기와 미사일에 처음으로 적용되었다. 이후 항공기에도 사용되면서 사용 용도가 점차 넓어지고 있다. 그리고 현재 세계에서 극초음속 미사일을 보유하는 국가는 미국 러시아 중국 북한 4개국 뿐이다

## 미국
- 신형 중거리 탄도 미사일
- AGM-183 ARRW

## 러시아
- 3M22 지르콘
- Kh-47M2 킨잘

## 북한
- 화성-8형

## 같이 보기
- 초음속 여객기
- 리프팅 바디
- 대기권 진입
- 극초음속 비행
- 보잉 X-51
- 아방가르드 (미사일)
- WU-14
- 로켓 엔진
- 램제트
- 스크램제트
- 3M22 지르콘
- 브라모스-2
- 천음속
- 초음속